# Спорангий

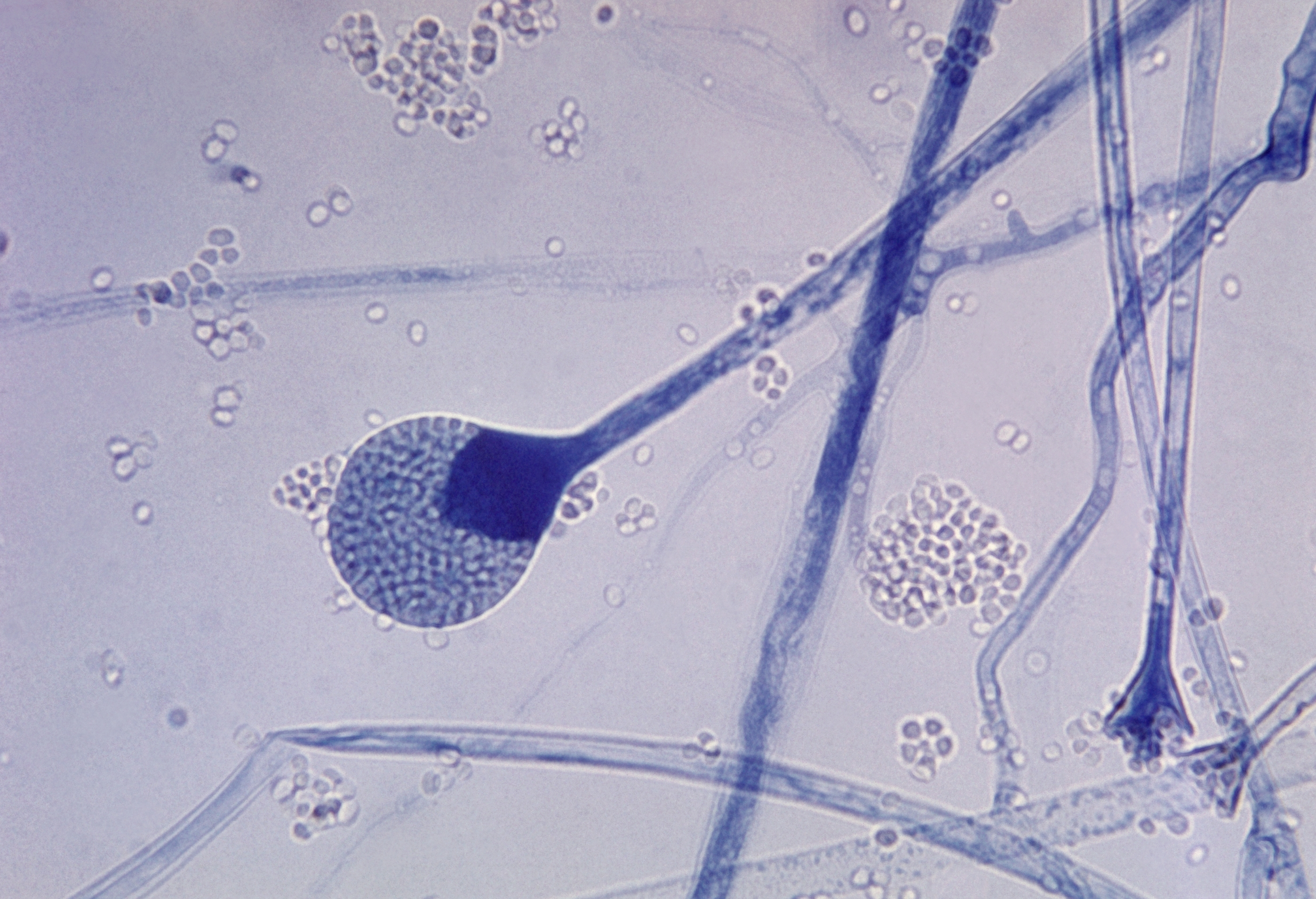
Спорангий плесневого гриба рода Mucor со зрелыми спорами

Спорангий — орган бесполого размножения, в котором образуются споры у растений, грибов, протистов и некоторых других групп организмов.
У разноспоровых растений спорангий, производящий микроспоры, называется микроспорангием, производящий макроспоры — макроспорангием, или мегаспорангием.
У растений спорангии развиваются на спорофите, у многоклеточных споровиков — на спорозоях.
Группа сросшихся спорангиев образует синангий.